# Rio Corneşu
O Rio Corneşu é um rio da Romênia, afluente do Râul Galben, localizado no distrito de Gorj.